# Santa Severina
Santa Severina ist eine italienische Gemeinde in der Provinz Crotone in Kalabrien mit 1885 Einwohnern (Stand 31. Dezember 2023) und ist Mitglied der Vereinigung I borghi più belli d’Italia (Die schönsten Orte Italiens).

## Lage und Daten
Santa Severina liegt 30 km nordwestlich von Crotone am rechten Ufer des Flusses Neto. Die Nachbargemeinden sind Belvedere di Spinello, Caccuri, Castelsilano, Rocca di Neto, Roccabernarda, San Mauro Marchesato und Scandale.

## Geschichte
Der Ort erhielt den heutigen Namen im 9. Jahrhundert. 840 wurde die Stadt von den Sarazenen besetzt und 866 von Nikephoros Phokas wieder befreit. 1074 wurde die Stadt von dem Normannen Robert Guiscard erobert. Das griechische Viertel Grecia wurde durch ein Erdbeben am 20. Februar 1783 zerstört und nicht wieder aufgebaut.

## Sehenswürdigkeiten

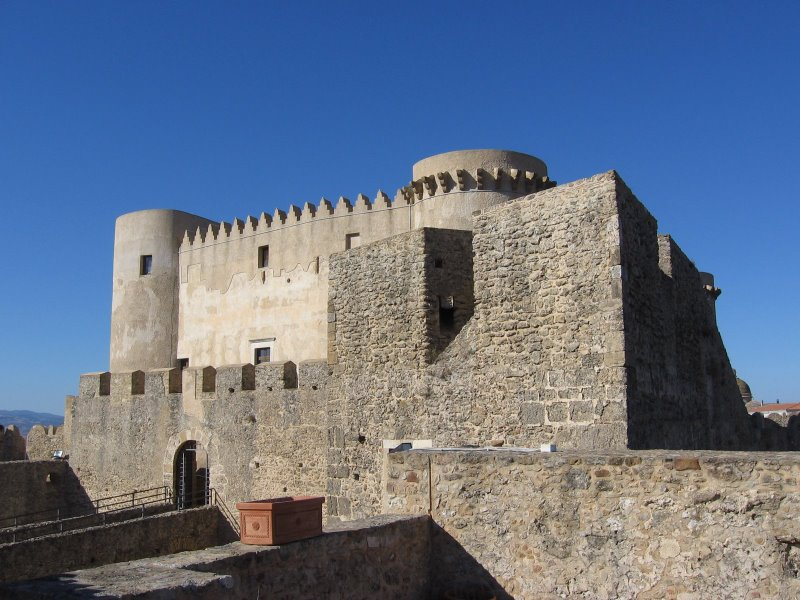
Kastell

Sehenswert ist der historische Ortskern, der einer der besterhaltenen der Region ist. 
Der Dom Santa Anastasia wurde von 1274 bis 1295 erbaut. Das mittlere Portal ist noch original erhalten, die beiden anderen wurden 1705 erneuert. Vom Dom gelangt man in das byzantinische Baptisterium aus dem 8. Jahrhundert, das 1927 restauriert wurde. Dem runden Grundriss wurden später vier Anbauten hinzugefügt.
Die ältesten Teile der normannischen Burg stammen aus dem 11. Jahrhundert. Auf die Normannen folgten als Bauherren die französischen Anjou und die spanischen Aragonier. Im 16. Jahrhundert wurde das Schloss vom Grafen Andrea Carafa in seinen heutigen Zustand gebracht.
Am Ortseingang befindet sich die Kirche Santa Flilomena aus dem 11. Jahrhundert.

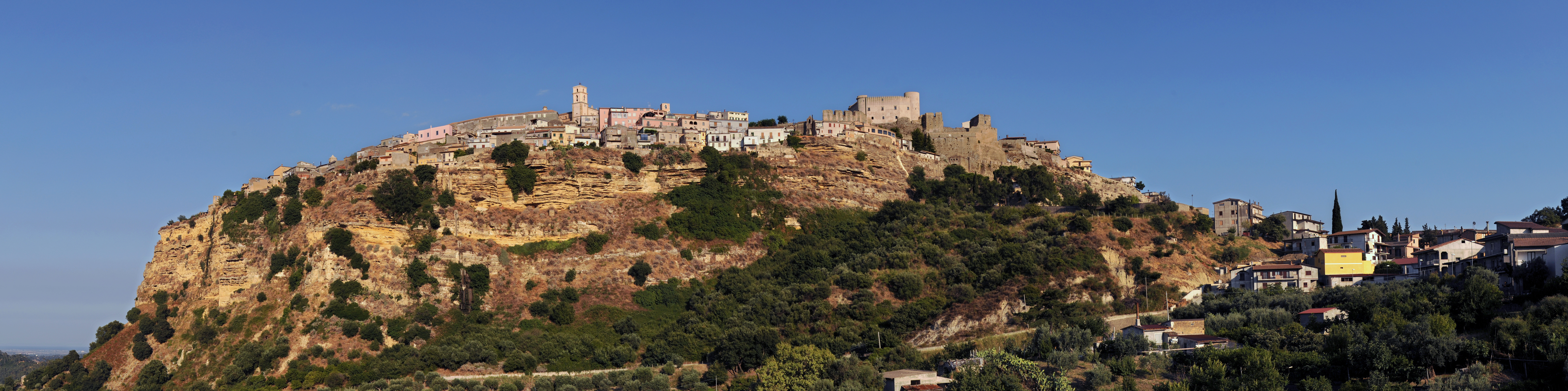
Panoramabild von Santa Severina

## Söhne und Töchter
- Serafino Parisi (* 1962), römisch-katholischer Geistlicher und Bischof von Lamezia Terme